# Tarenna luzoniensis
Tarenna luzoniensis är en måreväxtart som först beskrevs av António José Rodrigo Vidal, och fick sitt nu gällande namn av Cornelis Eliza Bertus Bremekamp. Tarenna luzoniensis ingår i släktet Tarenna och familjen måreväxter. Inga underarter finns listade i Catalogue of Life.